# 柏諾瓦的聖母
《柏諾瓦的聖母》是達芬奇1478年10月開始繪製的兩幅以聖母瑪麗為主題的作品之一，另一幅是聖母的康乃馨。
這幅作品很可能是達芬奇獨立完成的第一幅作品。達芬奇為該畫作所繪的兩幅素描現藏於大英博物館。
此作品是達芬奇最著名的畫作之一，後來許多年輕藝術家都仿繪過此作，其中包括拉斐爾的《粉紅色的聖母》。
此作品實際上失蹤了數個世紀，直到1909年建築師利昂·柏諾瓦才在聖彼得堡將其展出，引發了一場轟動，據稱這是他岳父的藏品之一。1914年柏諾瓦將其賣給了埃爾米塔日博物館。

## 外部連結
- Leonardo da Vinci: anatomical drawings from the Royal Library, Windsor Castle （页面存档备份，存于）, exhibition catalog fully online as PDF from The Metropolitan Museum of Art, which contains material on Benois Madonna (see index)